# Африканські чагарникові вужі
Африканські чагарникові вужі (Philothamnus) — рід неотруйних змій з родини полозових (Colubridae). Має 20 видів. Інша назва зелені вужі.

## Опис
Загальна довжина представників цього роду коливається від 80 см до 1,3 м. Тулуб дуже стрункий, з гладенькою спинною та кілеватою черевною лускою. Забарвлення однотонне, різних відтінків зеленого. У деяких видів присуутній малюнок з плям або смуг.

## Спосіб життя
Полюбляють біотопи від саван та рідколісь до рівнинних й гірських тропічних лісів. Гарно лазають, втім їх рідко можна зустріти у кронах високих дерев. Дотримуються чагарникового ярусу. Селяться зазвичай поблизу водойм, добре плавають. Ведуть денний або сутінковий спосіб життя. Харчуються жабами, ящірками та дрібними зміями.
Мають досить спокійну вдачу, тому часто тримаються у тераріумах.
Це яйцекладні змії.

## Розповсюдження
Це ендеміки Африки. Мешкають на південь від пустелі Сахари.

## Види
- Philothamnus angolensis Bocage, 1882
- Philothamnus battersbyi Loveridge, 1951
- Philothamnus bequaerti (Schmidt, 1923)
- Philothamnus carinatus (Andersson, 1901)
- Philothamnus chifunderai Greenbaum, Pauwels, Gvoždík, Vaughan, Chaney, Buontempo, Aristote, Muninga & Engelbrecht, 2023
- Philothamnus dorsalis (Bocage, 1866)
- Philothamnus girardi Bocage, 1893
- Philothamnus heterodermus (Hallowell, 1857)
- Philothamnus heterolepidotus (Günther, 1863)
- Philothamnus hoplogaster (Günther, 1863)
- Philothamnus hughesi Trape & Roux-Esteve, 1990
- Philothamnus irregularis (Leach, 1819)
- Philothamnus macrops (Boulenger, 1895)
- Philothamnus natalensis (Smith, 1848)
- Philothamnus nitidus (Günther, 1863)
- Philothamnus ornatus Bocage, 1872
- Philothamnus pobeguini (Chabanaud, 1916)
- Philothamnus punctatus Peters, 1867
- Philothamnus ruandae Loveridge, 1951
- Philothamnus semivariegatus (Smith, 1840)
- Philothamnus thomensis Bocage, 1882